# Taylor Dayne

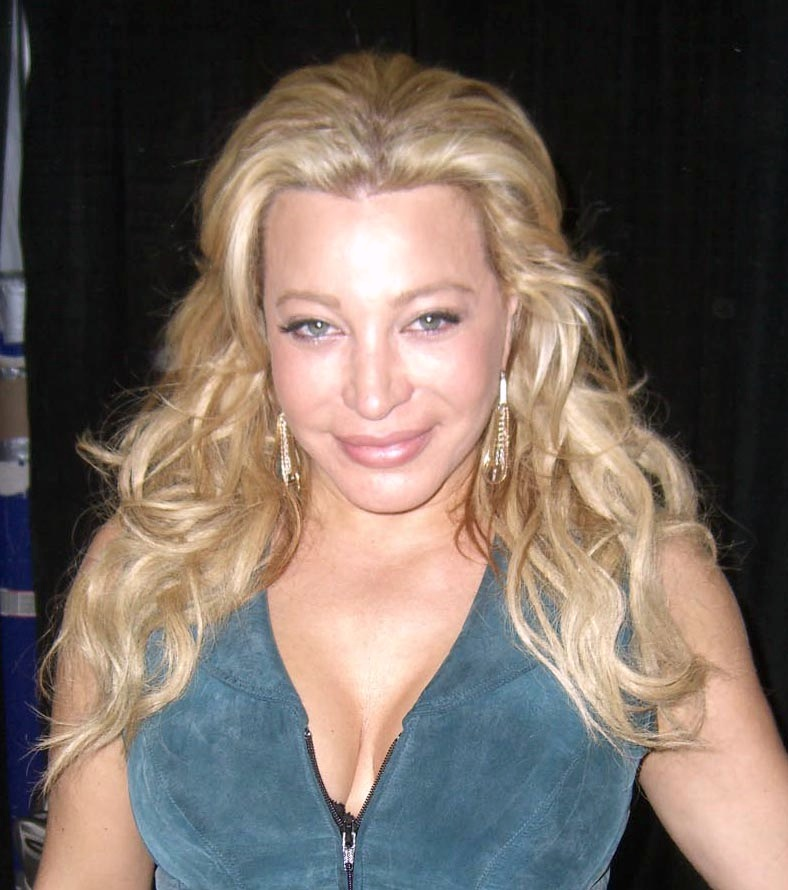
Taylor Dayne (2009)

Taylor Dayne (* 7. März 1962 in Baldwin, Long Island, New York als Leslie Wunderman) ist eine US-amerikanische Pop- und Dancesängerin.

## Karriere
Taylor Dayne begann nach der Highschool professionell zu singen und absolvierte eine klassische Gesangsausbildung an der Manhattan School of Music. Zunächst war sie Sängerin der Bands Felony und Next.
Später lieh sie sich Geld von ihrem Vater, um das Lied Tell It to My Heart zu produzieren. Dieses brachte ihr 1987 nicht nur einen Plattenvertrag bei Arista Records ein, sondern wurde auch einer ihrer größten Hits. Tell It to My Heart wurde im Juli 1987 veröffentlicht und landete auf Anhieb in den Top fünf vieler Länder. Im März 1988 erreichte sie in Deutschland den ersten Platz. Auch mit den Singleauskopplungen Prove Your Love, I’ll Always Love You und Don’t Rush Me vom Album Tell It to My Heart konnte sich Taylor Dayne im Jahr 1988 in den internationalen Charts platzieren. Sie wurde außerdem zweimal für den Grammy nominiert. Am 31. August 1988 trat Dayne bei einer Aftershow von Prince in Hamburg in der Große Freiheit 36 als Sängerin auf. Außerdem wurde sie für das Vorprogramm bei ausgewählten Konzerten von Michael Jacksons Bad World Tour engagiert.
Im Oktober 1989 veröffentlichte sie ihr zweites Album Can’t Fight Fate. Obwohl es hinter den internationalen Verkaufserwartungen zurückblieb, konnte sich Dayne in den USA mit Love Will Lead You Back im Frühjahr 1990 ihre einzige Spitzenposition in den Billboard Hot 100 sichern. Auch mit den Singles With Every Beat of My Heart und I’ll be Your Shelter erreichte sie Plätze in den Top 5.
Nach dreijähriger Pause veröffentlichte Dayne im Juli 1993 das Album Soul Dancing und konnte sich mit Can’t Get Enough of Your Love auf Position 20 der US-Charts platzieren. In den folgenden Jahren trat sie auch als Schauspielerin im US-Fernsehen auf und war unter anderen auf den Soundtracks zu den Filmen Shadow und der Fluch des Khan (1994) und Popstar auf Umwegen (2003) zu hören.
Im Oktober 1998 erschien das Album Naked without You, mit dem sie sich nicht mehr in den US-Album-Charts platzieren konnte. Nach annähernd zehn Jahren erschien im Februar 2008 Daynes Album Satisfied. Produzenten waren unter anderem Rick Nowels und Don Was.
Dayne ist auch als Komponistin tätig. Ihr von Tina Turner gesungenes Stück Whatever You Want war auch in den deutschen Charts vertreten. Zudem ist sie bis heute im Dancebereich erfolgreich. 2010 nahm sie das Lied Facing a Miracle für die achten Gay Games in Köln auf, das sie auch bei der Eröffnungsfeier am 31. Juli präsentierte. 2011 erschien ihre Single Floor on Fire.
Im Februar 2019 erschienen Daynes Memoiren Tell It to My Heart: How I Lost My S#*T, Conquered My Fear, and Found My Voice.
Von September bis Dezember 2020 nahm Dayne als Popcorn an der vierten Staffel der US-amerikanischen Version von The Masked Singer teil, in der sie im Halbfinale als Sechstplatzierte ausschied. In einer Episode der zehnten Staffel trat sie vor dem letzten Kandidatenduell auf und sang I Will Survive von Gloria Gaynor.
Anfang 2023 ging Dayne mit ihrer ebenfalls in den 1980er Jahren erfolgreichen Kollegin Sheena Easton unter dem Titel Ladies Night auf Tournee.

## Privat
Taylor Dayne ist seit 2002 Mutter von Zwillingen, die eine Leihmutter zur Welt brachte. Sie lebt in Los Angeles.

## Diskografie

### Studioalben
| Jahr | Titel               | Höchstplatzierung, Gesamtwochen, AuszeichnungChartplatzierungen (Jahr, Titel, Platzierungen, Wochen, Auszeichnungen, Anmerkungen) | Höchstplatzierung, Gesamtwochen, AuszeichnungChartplatzierungen (Jahr, Titel, Platzierungen, Wochen, Auszeichnungen, Anmerkungen) | Höchstplatzierung, Gesamtwochen, AuszeichnungChartplatzierungen (Jahr, Titel, Platzierungen, Wochen, Auszeichnungen, Anmerkungen) | Höchstplatzierung, Gesamtwochen, AuszeichnungChartplatzierungen (Jahr, Titel, Platzierungen, Wochen, Auszeichnungen, Anmerkungen) | Höchstplatzierung, Gesamtwochen, AuszeichnungChartplatzierungen (Jahr, Titel, Platzierungen, Wochen, Auszeichnungen, Anmerkungen) | Höchstplatzierung, Gesamtwochen, AuszeichnungChartplatzierungen (Jahr, Titel, Platzierungen, Wochen, Auszeichnungen, Anmerkungen) | Anmerkungen                                                   |
| Jahr | Titel               | DE | AT | CH | UK | US | R&B | Anmerkungen                                                   |
| ---- | ------------------- | --- | --- | --- | --- | --- | --- | ------------------------------------------------------------- |
| 1988 | Tell It to My Heart | DE11 (23 Wo.)DE | AT19 (10 Wo.)AT | CH4 (12 Wo.)CH | UK24 (17 Wo.)UK | US21 ×2Doppelplatin · (69 Wo.)US                                                                                                  | R&B27 (45 Wo.)R&B | Erstveröffentlichung: 19. Januar 1988 Produzent: Ric Wake     |
| 1989 | Can’t Fight Fate    | — | — | CH24 (1 Wo.)CH | — | US25 ×2Doppelplatin · (55 Wo.)US                                                                                                  | — | Erstveröffentlichung: 17. Oktober 1989 Produzent: Ric Wake    |
| 1993 | Soul Dancing        | DE70 (5 Wo.)DE | AT37 (4 Wo.)AT | CH31 (5 Wo.)CH | — | US51 Gold · (22 Wo.)US | — | Erstveröffentlichung: 13. Juli 1993 Produzent: Clive Davis    |
| 1998 | Naked Without You   | — | — | — | — | — | — | Erstveröffentlichung: 6. Oktober 1998 Produzent: Jez Colin    |
| 2008 | Satisfied           | — | — | — | — | US179 (1 Wo.)US | — | Erstveröffentlichung: 5. Februar 2008 Produzent: Taylor Dayne |

### Kompilationen
- 1995: Greatest Hits
- 1999: Master Hits
- 2000: Tell It to My Heart
- 2003: The Hits
- 2004: Tell It to My Heart
- 2005: Dance Diva Remixes & Rarities
- 2006: Best of Taylor Dayne Live
- 2008: Live Original Artist Live Recording
- 2013: Playlist: The Very Best Of

### Singles
| Jahr | Titel Album                                   | Höchstplatzierung, Gesamtwochen, AuszeichnungChartplatzierungen (Jahr, Titel, Album, Platzierungen, Wochen, Auszeichnungen, Anmerkungen) | Höchstplatzierung, Gesamtwochen, AuszeichnungChartplatzierungen (Jahr, Titel, Album, Platzierungen, Wochen, Auszeichnungen, Anmerkungen) | Höchstplatzierung, Gesamtwochen, AuszeichnungChartplatzierungen (Jahr, Titel, Album, Platzierungen, Wochen, Auszeichnungen, Anmerkungen) | Höchstplatzierung, Gesamtwochen, AuszeichnungChartplatzierungen (Jahr, Titel, Album, Platzierungen, Wochen, Auszeichnungen, Anmerkungen) | Höchstplatzierung, Gesamtwochen, AuszeichnungChartplatzierungen (Jahr, Titel, Album, Platzierungen, Wochen, Auszeichnungen, Anmerkungen) | Höchstplatzierung, Gesamtwochen, AuszeichnungChartplatzierungen (Jahr, Titel, Album, Platzierungen, Wochen, Auszeichnungen, Anmerkungen) | Anmerkungen |
| Jahr | Titel Album                                   | DE | AT | CH | UK | US | Dance | Anmerkungen |
| ---- | --------------------------------------------- | --- | --- | --- | --- | --- | --- | --- |
| 1987 | Tell It to My Heart                           | DE1 Gold · (19 Wo.)DE | AT1 (14 Wo.)AT | CH1 (14 Wo.)CH | UK3 Platin · (16 Wo.)UK | US2 Gold · (30 Wo.)US | Dance1 (14 Wo.)Dance | Erstveröffentlichung: 26. Oktober 1987 Autoren: Franne Golde, Ernie Gold, Seth Swirsky                                   |
| 1988 | Prove Your Love Tell It to My Heart           | DE4 Gold · (17 Wo.)DE | AT2 (14 Wo.)AT | CH2 (11 Wo.)CH | UK1 Gold · (14 Wo.)UK | US7 (18 Wo.)US | Dance1 (11 Wo.)Dance | Erstveröffentlichung: 14. März 1988 Autoren: Arnie Roman, Seth Swirsky                                                   |
| 1988 | Do You Want It Right Now? Tell It to My Heart | DE19 (14 Wo.)DE | — | — | UK41 (7 Wo.)UK | US3 Gold · (30 Wo.)US | — | Erstveröffentlichung: 6. Juni 1988 Autor: Jimmy George                                                                   |
| 1988 | Don’t Rush Me Tell It to My Heart             | DE6 (18 Wo.)DE | AT5 (12 Wo.)AT | CH2 (15 Wo.)CH | UK76 (6 Wo.)UK | US2 (20 Wo.)US | Dance6 (11 Wo.)Dance | Erstveröffentlichung: 29. August 1988 Autoren: Alexandra Forbes, Jeff Franzel                                            |
| 1989 | With Every Beat of My Heart Can’t Fight Fate  | — | — | CH18 (7 Wo.)CH | UK53 (4 Wo.)UK | US5 (18 Wo.)US | Dance8 (11 Wo.)Dance | Erstveröffentlichung: Oktober 1989 Autoren: Arthur Baker, Tommy Faragher, Lotti Golden                                   |
| 1990 | Love Will Lead You Back Can’t Fight Fate      | — | — | — | UK69 (3 Wo.)UK | US1 Gold · (20 Wo.)US | — | Erstveröffentlichung: 15. Januar 1990 Autor: Diane Warren                                                                |
| 1990 | I’ll Be Your Shelter Can’t Fight Fate         | — | — | — | UK43 (6 Wo.)UK | US4 (18 Wo.)US | — | Erstveröffentlichung: März 1990 Autor: Diane Warren                                                                      |
| 1990 | Heart of Stone Can’t Fight Fate               | — | — | — | — | US12 (16 Wo.)US | — | Erstveröffentlichung: Juli 1990 Autoren: Elliot Wolff, Gregg Tripp                                                       |
| 1993 | Can’t Get Enough of Your Love Soul Dancing    | DE56 (10 Wo.)DE | AT29 (2 Wo.)AT | CH17 (11 Wo.)CH | UK14 (8 Wo.)UK | US20 (20 Wo.)US | Dance2 (14 Wo.)Dance | Erstveröffentlichung: Juni 1993 Autor und Original: Barry White, 1974                                                    |
| 1993 | Send Me a Lover Soul Dancing                  | — | — | — | — | US50 (14 Wo.)US | — | Erstveröffentlichung: September 1993 Autoren: George Thatcher, Rick Hahn                                                 |
| 1994 | I’ll Wait Soul Dancing                        | — | — | — | UK29 (3 Wo.)UK | — | Dance3 (14 Wo.)Dance | Erstveröffentlichung: April 1994 Autoren: Taylor Dayne, Shep Pettibone, Tony Shimkin                                     |
| 1995 | Original Sin Soul Dancing (Deluxe Edition)    | — | — | — | UK63 (2 Wo.)UK | — | — | Erstveröffentlichung: Januar 1995 vom Soundtrack des Films The Shadow Autor: Jim Steinman, Original: Pandora’s Box, 1989 |
| 1995 | Say a Prayer Soul Dancing                     | — | — | — | UK58 (2 Wo.)UK | — | Dance7 (13 Wo.)Dance | Erstveröffentlichung: September 1995 Autoren: Taylor Dayne, Shep Pettibone, Tony Shimkin                                 |
| 1996 | Tell It to My Heart (Remix) Greatest Hits     | — | — | — | UK23 (3 Wo.)UK | — | Dance10 (23 Wo.)Dance | Erstveröffentlichung: 1. Januar 1996 Remix: T-empo                                                                       |
| 1998 | Whatever You Want Naked Without You           | — | — | — | — | — | Dance6 (13 Wo.)Dance | Erstveröffentlichung: August 1998 Autoren: Arthur Baker, Fred Zarr, Taylor Dayne Original: Tina Turner, 1996             |
| 1999 | Naked Without You                             | — | — | — | — | — | Dance3 (13 Wo.)Dance | Erstveröffentlichung: Juli 1999 Autoren: Andrew Roachford, Billy Steinberg, Rick Nowels Original: Roachford, 1997        |
| 2000 | Planet Love Flawless O.S.T.                   | — | — | — | — | — | Dance1 (14 Wo.)Dance | Erstveröffentlichung: Januar 2000 Autoren: Allee Willis, Bruce Roberts                                                   |
| 2002 | How Many Circuit O.S.T.                       | — | — | — | — | — | Dance6 (12 Wo.)Dance | Erstveröffentlichung: September 2002 Autoren: Harriet Roberts, Tony Moran, Warren Rigg                                   |
| 2007 | I’m Not Featuring You –                       | — | — | — | — | — | Dance2 (15 Wo.)Dance | Erstveröffentlichung: August 2007                                                                                        |
| 2008 | Beautiful Satisfied                           | — | — | — | — | — | Dance1 (16 Wo.)Dance | Erstveröffentlichung: Januar 2008 Autoren: Helgi M. Hubner, Taylor Dayne                                                 |

Weitere Singles
- 1998: Whatever You Want
- 1998: Naked Without You
- 2000: Planet Love
- 2002: How Many
- 2003: Supermodel
- 2007: I'm Not Featuring You
- 2007: Beautiful
- 2008: My Heart Can’t Change
- 2008: Crash
- 2010: Facing a Miracle
- 2011: Floor on Fire
- 2014: Dreaming
- 2019: Live Without
- 2020: Please

## Auszeichnungen für Musikverkäufe
| Goldene Schallplatte - Australien - 1990: für die Single I’ll Be Your Shelter - 1990: für die Single Love Will Lead You Back - 1993: für das Album Soul Dancing - Kanada - 1988: für das Album Tell It to My Heart - 1990: für das Album Can’t Fight Fate - 1993: für das Album Soul Dancing - Schweden - 1988: für die Single Tell It to My Heart - 1990: für das Album Can’t Fight Fate | Platin-Schallplatte - Australien - 1993: für die Single Can’t Get Enough of Your Love - Spanien - 1988: für das Album Tell It to My Heart 2× Platin-Schallplatte - Australien - 1991: für das Album Can’t Fight Fate |

Anmerkung: Auszeichnungen in Ländern aus den Charttabellen bzw. Chartboxen sind in ebendiesen zu finden.
| Land/RegionAuszeichnungen für Musikverkäufe (Land/Region, Auszeichnungen, Verkäufe, Quellen) | Silber  | Gold       | Platin     | Verkäufe  | Quellen                           |
| -------------------------------------------------------------------------------------------- | ------- | ---------- | ---------- | --------- | --------------------------------- |
| Australien (ARIA)                                                                            | —       | 3× Gold3   | 3× Platin3 | 315.000   | aria.com.au                       |
| Deutschland (BVMI)                                                                           | —       | Gold1      | —          | 250.000   | musikindustrie.de                 |
| Kanada (MC)                                                                                  | —       | 3× Gold3   | —          | 150.000   | musiccanada.com                   |
| Schweden (IFPI)                                                                              | —       | 2× Gold2   | —          | 75.000    | sverigetopplistan.se              |
| Spanien (Promusicae)                                                                         | —       | —          | Platin1    | 100.000   | Sólo éxitos: año a año, 1959–2002 |
| Vereinigte Staaten (RIAA)                                                                    | —       | 4× Gold4   | 4× Platin4 | 6.000.000 | riaa.com                          |
| Vereinigtes Königreich (BPI)                                                                 | Silber1 | —          | —          | 200.000   | bpi.co.uk                         |
| Insgesamt                                                                                    | Silber1 | 13× Gold13 | 8× Platin8 |           |                                   |

## Filmografie
- 1988: Night Tracks (Fernsehserie, eine Folge)
- 1994: Perfect Love Affair (Love Affair)
- 1997: Immer Ärger im Paradies (Fool’s Paradise)
- 1997: Tod einer Stripperin (Stag)
- 1997: NightMan (Fernsehserie, zwei Folgen)
- 1997: NightMan (Fernsehfilm)
- 1999: Martial Law – Der Karate-Cop (Martial Law, Fernsehserie, eine Folge)
- 2000: Rude Awakening – Nur für Erwachsene! (Martial Law, Fernsehserie, sieben Folgen)
- 2002: Joshua Tree (Kurzfilm)
- 2004: Jesus the Driver
- 2005: Remaking Taylor Dayne (Fernsehfilm)
- 2006: Rescue Me (Fernsehserie, eine Folge)
- 2008: Beautiful Loser
- 2012: I Am Bad
- 2014: Telling of the Shoes